# Varadin
Varadin (izvirno srbsko Варадин) je naselje v Srbiji, ki upravno spada pod Občino Medveđa; slednja pa je del Jablaniškega upravnega okraja.

## Demografija
V naselju živi 84 polnoletnih prebivalcev, pri čemer je njihova povprečna starost 42,9 let (42,6 pri moških in 43,2 pri ženskah). Naselje ima 35 gospodinjstev, pri čemer je povprečno število članov na gospodinjstvo 3,00.
To naselje je, glede na rezultate popisa iz leta 2002, večinoma srbsko.
|  |

| Demografija | Demografija     | Demografija     |
| Leto        | Št. prebivalcev | Št. prebivalcev |
| ----------- | --------------- | --------------- |
|             |                 |                 |
|             |                 |                 |
|             |                 |                 |
|             |                 |                 |
| 1948        | 338             |                 |
| 1953        | 417             |                 |
| 1961        | 314             |                 |
| 1971        | 226             |                 |
| 1981        | 174             |                 |
| 1991        | 98              | 98              |
| 2002        | 107             | 105             |
|             |                 |                 |

| Etnična sestava po popisu iz leta 2002 | Etnična sestava po popisu iz leta 2002 | Etnična sestava po popisu iz leta 2002 | Etnična sestava po popisu iz leta 2002 | Etnična sestava po popisu iz leta 2002 |
| -------------------------------------- | -------------------------------------- | -------------------------------------- | -------------------------------------- | -------------------------------------- |
| Srbi                                   | Srbi                                   |                                        | 102                                    | 97,14%                                 |
| Črnogorci                              | Črnogorci                              |                                        | 3                                      | 2,85%                                  |
| Neznano                                | Neznano                                |                                        | 0                                      | 0,0%                                   |